# Hans Selye

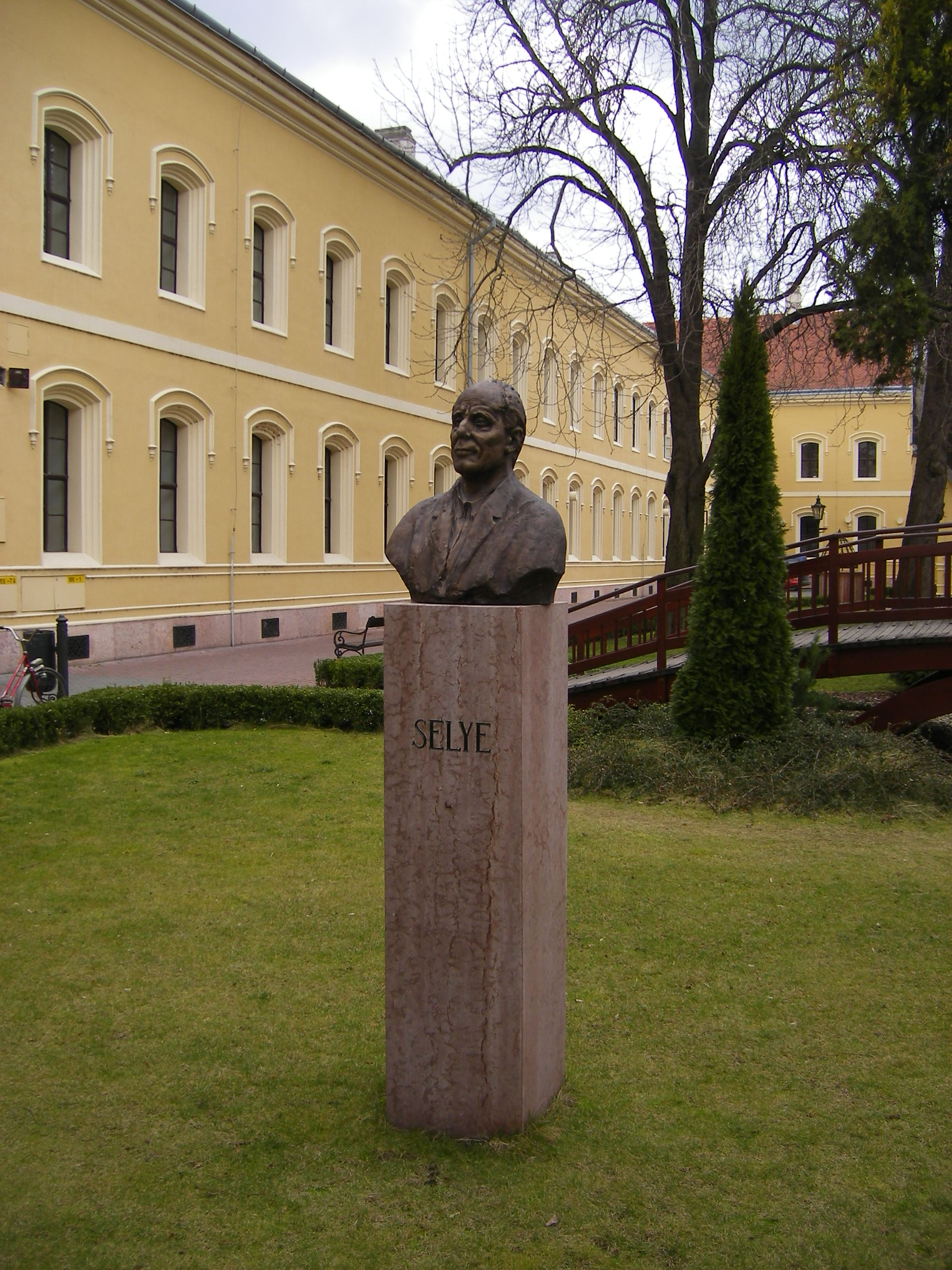
Hans Selye

Hans Hugo Bruno Selye (n. 26 ianuarie 1907, Viena, Austro-Ungaria — d. 16 octombrie 1982, Montreal, Canada) a fost un biochimist canadian de origine austro-ungară, cel care a introdus în știință noțiunea de stres.

## Biografie
Hans Hugo Bruno Selye s-a născut într-o familie cu tradiții intelectuale, în care mama era de origine austriacă, iar tatăl de origine maghiară.
Fiul lui Hugo Selye, de profesie medic militar, și-a petrecut copilăria și a urmat cursurile Școlii primare din orășelul Komárno, unde unitatea tatălui său se afla staționată în timpul primului război mondial.
Și-a continuat studiile la Facultatea de Medicină din cadrul Universității Germane din Praga, pe care a absolvit-o în anul 1929. Pe parcursul facultății, timp de un an a urmat cursurile de medicină la Universitățile din Paris și Roma.
Tânărul manifesta, încă de pe atunci, o atracție deosebită pentru activitatea de cercetare științifică. La scurt timp după absolvire, a ocupat postul de asistent universitar în cadrul Institutului de Patologie Experimentală. A deținut această poziție până în anul 1931, când a obținut titlul de Doctor în Științe. Începând cu acest an, a obținut o bursă de studii Rockefeller la Universitatea Johns Hopkins din Baltimore (S.U.A.), unde a început să studieze biochimia și igiena.
În anul 1932, s-a stabilit la Montreal, destinația sa finală. Aici a început să predea biochimia, la Universitatea McGill.
Datorită pregătirii sale excepționale și rezultatelor experimentale obținute, Selye a devenit profesor de histologie în anul 1941, iar din anul 1945 a ocupat funcția de director al Institutului de Medicină și Chirurgie Experimentală al Universității din Montreal. Și-a menținut această poziție până la finele lui 1977.
Aceasta este perioada când pune bazele teoretice și practice pentru argumentarea sindromului general de adaptare (General Adaptation Syndrome - GAS), în jurul căruia gravitează apoi întreaga sa știință și filozofie.
Ca director al acestui institut, Selye și-a închegat colective solide, echipe multidisciplinare de cercetare care explorau cele mai variate aspecte ale impactului adaptării organism – mediu.
În anul 1977, datorită amplorii rezultate din multiplicarea și diversificarea problematicii studiate, Selye împreună cu Alvin Toffler au fondat, în cadrul aceleiași universități, Institutul Internațional al Stresului. În calitatea sa de președinte al acestuia și al Fundației Hans Selye, sprijină preocupările de bază ale medicinei, psihologiei și sociologiei contemporane în combaterea bolilor civilizației și îndeosebi ale distrugătorului flagel, care este cancerul.
Selye este cel ce a introdus în circulație conceptul de stres. Când i s-a cerut să prezinte în Franța o conferință pe această temă, s-a constatat că în limba franceză nu exista nici un cuvânt care să redea noțiunea de stres. Așa că, francezii l-au născocit: Le stress. La fel s-a întâmplat și când i s-a cerut să țină o conferință în Germania. Neexistând un astfel de cuvânt în germană, i s-a spus, simplu: Der Stress.
De-a lungul timpului i-au fost acordate titluri onorifice de către 123 de societăți științifice și instituții de învățământ din 12 țări și a obținut de 43 de ori titlul de Doctor Honoris Causa.
Până în prezent, savantul apare citat de peste 365.000 de ori în lucrări, studii sau cercetări științifice.
S-a stins din viață la vârsta de 75 de ani la Montreal, în toamna anului 1982. A lăsat în urmă peste 50 de ani dedicați studiului cauzelor și consecințelor stresului, materializați în peste 39 de cărți și 1700 de articole de specialitate.

## Publicații
Printre lucrările sale cele mai importante se numără:
- Stress without Distress (1974),
- In vivo. The case of Supramolecular Biology (1968),
- From dream to discovery (1964) și
- The Stress of Life (1956).

## A se vedea și
Selye, Hans (1968). De la vis la descoperire Despre omul de știință. București, Editura Medicală.
- Selye, Hans (1984). Știința și viața. București: Editura Politică, colecția Idei contemporane. Colecție de eseuri.
- en   Biographia lui Hans Hugo Bruno Selye, în limba engleză